# Хаим бен Атар

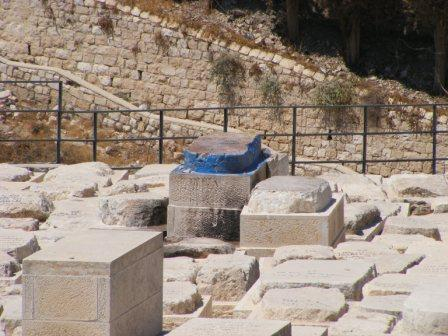
Могила Ор ха-Хаима на Масличной Горе в Иерусалиме

Хаим бен Атар (также известен как «Ор ха-Хайим», 1696, Сале — 7 июля 1743, Иерусалим) — крупный раввин и каббалист, комментатор Торы и Талмуда.

## Биография
Родился в марокканском городе Сале в семье выходцев из Испании. Учился у своего деда Хаима бен Атара старшего, в честь которого был назван по обычаям марокканских евреев. К 14 годам уже сам возглавил иешиву и начал публиковать книги, первой из которых носила название «хафец ха-шем» и была издана в Амстердаме. Из Сале Ор-ха-хаим перебрался в Мекнес, а затем в Фес. После засухи в Фесе ему пришлось оставить и этот город и обосноваться в Тетуане. В 1738 решил оставить Марокко и переселиться в Эрец-Исраэль. На пути он посетил город Алжир и продолжил в Ливорно. В 1739 посетил Венецию, где выпустил книгу, ставшую его вторым именем «Ор xa-Хаим» — комментарии к Торе. Книга была оценена представителями хасидизма как написанная «беруах акодеш» (по пророческому дару) и изучается хасидами наряду с традиционными комментариями Раши. После Венеции Хаим посетил ещё некоторые общины Италии, где везде выступал со своими лекциями по Торе.
После путешествия по Италии он со своими учениками прибыл в Палестину в 1741 и поселился в Акко. Как каббалист, Бен Атар вскоре начал паломничества на могилы праведников в Галилеи, посетив Цфат, Мерон и Тверию. Из Акко он вскоре переехал в Кфар Ясиф, а затем в Иерусалим. Ор-ха-хаим скончался в 1743 в возрасте 47 лет. Его могила на Масличной горе служит с того времени местом массового паломничества для религиозных евреев, в особенности хасидов. Комментарии Ор-ха-хаима к Торе углублённо изучаются многими хасидскими общинами. Про р. Хаима говорил основатель хасидизма Бааль Шем Тов, что если бы они встретились, то сразу бы пришёл машиах.

## Еврейские мудрецы о книге Ор ха-Хайим
Баал Шем Тов всегда говорил о важности изучения книги Ор ха-Хайим, которую принято называть «ха-Кадош» (Святой).
Рабби Пинхас из Кореца сказал своему внуку, который с детства был слаб здоровьем, изучать Ор аХайим, как средство для исцеления. Когда его внук с братом открыли знаменитую славутскую типографию, рабби Пинхас наказал ему каждый год издавать новый тираж этой книги, и в год, когда по каким-то причинам не вышло издать книгу, был донос на братьев и типография была закрыта, а братья сосланы в Сибирь.
Однажды в Шепетовку, где был раввином рабби Пинхас, приехал один вероотступник по имени Ашер, желавший склонить евреев к ереси. Для этого он хотел затесаться в общину, и открыл там типографию. Поскольку раввином там был рабби Пинхас, ученик Баал Шем Това, то он решил начать с книги, которую очень уважают хасиды — Ор ха-Хайим ха-Кадош. Когда же он принёс книгу на проверку рабби Пинхасу, то тот сразу же открыл её на главе Реэ, где Ор ха-Хаим пишет «Машиах Божий — имя его Хаим» (в комментарии на Втор. 15:7). Этих слов в книге не было. Рабби Пинхас спросил его, почему он не напечатал, как должно быть, на что Ашер ответил, что рабби Хаим сказал это о себе. Рабби Пинхас сказал: «Наслал руки свои на сторонников Его — опорочил Завет Его» (Пс. 55:21) и открыл книгу на главе, где говорится о жене, изменившей мужу. Там, в комментарии на стих «…и сказала женщина: амен, амен» (Чис. 5:22) была ещё одна опечатка, на сей раз не намеренная: вместо «амен леиш ахер» — другому мужчине, было написано «леиш Ашер». Так стало известно, что этот человек, едва успев приехать в город, уже совратил чью-то жену.